# 来たれ!暁の同志
「来たれ！暁の同志」（きたれあかつきのどうし）は、上坂すみれの楽曲。及川眠子が作詞、岡部啓一が作曲を手掛けた。上坂の4枚目のシングルとして2014年7月16日にスターチャイルドから発売された。

## 音楽性
疾走感のあるライブ向きの曲で、名古屋で開催されたライブで初披露された。
制作に際してはWinkの「JIVE INTO THE NIGHT」の様なユーロビート風の曲で制作するよう依頼し、結果的に『頭文字D』を彷彿とさせる楽曲に仕上がったという。
PVでは、数種類録った上坂自身の喜怒哀楽を基にアイウエオを表現したり白い台に乗ったが、あれこれ指示されたことで自己啓発セミナーを受けた時の様な心境になったという。

## シングルリリース
2014年7月16日にスターチャイルドから発売された。上坂のシングルとしては前作「パララックス・ビュー」から4か月ぶりのリリースで、初のノンタイアップとなる。
販売形態は初回限定盤（KICM-91524）と通常盤（KICM-1525）の2種リリースで、初回限定盤には本曲のPVを収録したDVDが同梱されている。
2曲目「TRAUMAよ未来を開け!!」は、上坂曰く「インテリ文系っぽい歌」で、自身も思春期時代インテリであったことを明かしている。

## シングル収録内容

### 初回限定盤
| #         | タイトル                                   | 作詞           | 作曲      | 編曲      | 時間  |
| --------- | ------------------------------------------ | -------------- | --------- | --------- | ----- |
| 1.        | 「来たれ！暁の同志」                       | 及川眠子       | 岡部啓一  | 岡部啓一  | 4:52  |
| 2.        | 「TRAUMAよ未来を開け!!」                   | サエキけんぞう | 窪田晴男  | 窪田晴男  | 4:37  |
| 3.        | 「来たれ！暁の同志（off vocal ver.）」     |                |           |           | 4:51  |
| 4.        | 「TRAUMAよ未来を開け!!（off vocal ver.）」 |                |           |           | 4:37  |
| 合計時間: | 合計時間:                                  | 合計時間:      | 合計時間: | 合計時間: | 18:59 |

| #  | タイトル                          | 作詞 | 作曲・編曲 |
| -- | --------------------------------- | ---- | ---------- |
| 1. | 「来たれ！暁の同志」(Music Video) |      |            |

### 通常盤
| #         | タイトル                                   | 作詞           | 作曲                  | 編曲                  | 時間  |
| --------- | ------------------------------------------ | -------------- | --------------------- | --------------------- | ----- |
| 1.        | 「来たれ！暁の同志」                       | 及川眠子       | 岡部啓一              | 岡部啓一              | 4:52  |
| 2.        | 「TRAUMAよ未来を開け!!」                   | サエキけんぞう | 窪田晴男              | 窪田晴男              | 4:37  |
| 3.        | 「無限マトリョーシカ」                     | 谷山浩子       | Лесной путешественник | Лесной путешественник | 3:39  |
| 4.        | 「来たれ！暁の同志（off vocal ver.）」     |                |                       |                       | 4:51  |
| 5.        | 「TRAUMAよ未来を開け!!（off vocal ver.）」 |                |                       |                       | 4:37  |
| 6.        | 「無限マトリョーシカ（off vocal ver.）」   |                |                       |                       | 3:39  |
| 合計時間: | 合計時間:                                  | 合計時間:      | 合計時間:             | 合計時間:             | 26:19 |

## スタッフ・クレジット
ミュージックビデオ
- 針谷建二郎 - クリエイティブディレクター
- よシまるシン - ディレクター
- ひらのりょう - アニメーション
- NC帝國 - イラストレーション
- 石川智徹 - ムービープロデューサー
- 中川義和 - プロデューサー

## チャート
| チャート（2014年）                | 最高位 |
| --------------------------------- | ------ |
| オリコン                          | 26     |
| Billboard JAPAN Hot Singles Sales | 22     |
| Billboard JAPAN Hot Animation     | 14     |